# 陽炎 (鬼束ちひろの曲)
「陽炎」（かげろう）は、鬼束ちひろの17枚目のシングル。

## 解説
2009年9月2日に発売。作詞・作曲は鬼束ちひろ、編曲・音楽プロデュースは坂本昌之。
前作「帰り路をなくして」の発売日である7月22日に、公式サイト上で発売が発表された。本作も前作同様「レコーディングの都合」として、公式サイト以外での主だったプロモーション活動は行わなかった。初回プレス盤のみ、帯には「鬼束ちひろ2009キャンペーン」の応募券が付属しており、15thシングル「X/ラストメロディー」「帰り路をなくして」付属の応募券と併せて応募すると、特典ポスターが抽選で当たるキャンペーンが行われた。
ジャケットは、シングルとしては2003年発表の8thシングル「いい日旅立ち・西へ」以来となるイラスト使用となっている。ジャケットのイラストは、画家の東學による墨画の書き下ろしで、鬼束をイメージして描かれている。これは鬼束本人が東の描いた墨画に感銘を受け、実際に個展へ赴いてオファーしたことからコラボレーションが実現した。ジャケットに描かれているのは一部で、全体の画はブックレット内面に掲載されている。そのため、歌詞カードは別添で封入されている。

## 収録曲
1. 陽炎 [6:01]
  - 作詞・作曲：鬼束ちひろ／編曲：坂本昌之

バンドサウンドを主体としたロックバラード。歌詞は「日本の美」をテーマに、春夏秋冬の情景を表現に取り入れたラブソングになっている。
PVのディレクターは「X」「帰り路をなくして」に続いて柿本ケンサクが務めている。「日本の美」をテーマとしていることから、ビジュアル面においては遊女に扮した着物姿を披露している。
2. 愛の台詞 [5:12]
  - 作詞・作曲：鬼束ちひろ／編曲：坂本昌之

ロックンロールを意識した楽曲。歌詞にはマリリン・モンロー、ジェームズ・ディーン、エルヴィス・プレスリー、ジーン・ハーロウの名が登場する。

## 収録アルバム
陽炎
- 『DOROTHY』
- 『"ONE OF PILLARS" 〜BEST OF CHIHIRO ONITSUKA 2000-2010〜』
- 『GOOD BYE TRAIN 〜ALL TIME BEST 2000-2013』
- 『REQUIEM AND SILENCE』

愛の台詞
- 『GOOD BYE TRAIN 〜ALL TIME BEST 2000-2013』